# Гези
Гези (нід. Geuzen нід. вимова: [ˈɣøːzə(n)] — жебраки; фр. Les Gueux) — прізвисько, яке іспанці дали нідерландським дворянам, які з 1565 року перейшли в опозицію до іспанської влади. Згодом ця назва поширилася на всіх тих, хто боровся проти іспанців. Існували загони «лісових гезів», які розправлялися з ворогами на суші і «морські гези» (Watergeuzen нід. вимова: [ˈʋaːtərɣøːzə(n)]; морські жебраки французька Gueux de mer), які боролися на морі. Останні отримали від Вільгельма I Оранського каперські свідоцтва, які надавали їм статусу каперів (корсарів) і тим самим узаконювали їхні напади на іспанські торгові судна і прибережні поселення.

## Історія виникнення
У відповідь на народні хвилювання на підконтрольних Іспанській імперії територіях Нідерландів Філіп II відправив туди військо під командуванням Фернандо де Толедо (3-й герцог Альба). Отримав титул віцекороля та багатотисячну армію, останній розпочав політику репресій. Вступивши в 1567 році в Брюссель, герцог Альба віддав наказ про арешти та страту графів Ламораля Егмонта та Філіпа Горна, навколо яких гуртувалося населення країни. Після цього був скликана «Рада з питань заворушень» ("Кровава рада"), на якій тисячами видавалися ордери на арешти та конфіскацію майна. Однак, для герцога Альби навіть цих заходів було недостатньо. 1571 року він ініціював запровадження нової податкової системи: 1 % податку на все майно, 5 % на продаж нерухомості, 10 % на рухоме майно. Після цього економіка Нідерландів ввійшла в період стагнації і збанкрутіле та залишене без роботи населення почало збиратися в групи для партизанської боротьби.

## Морські гези

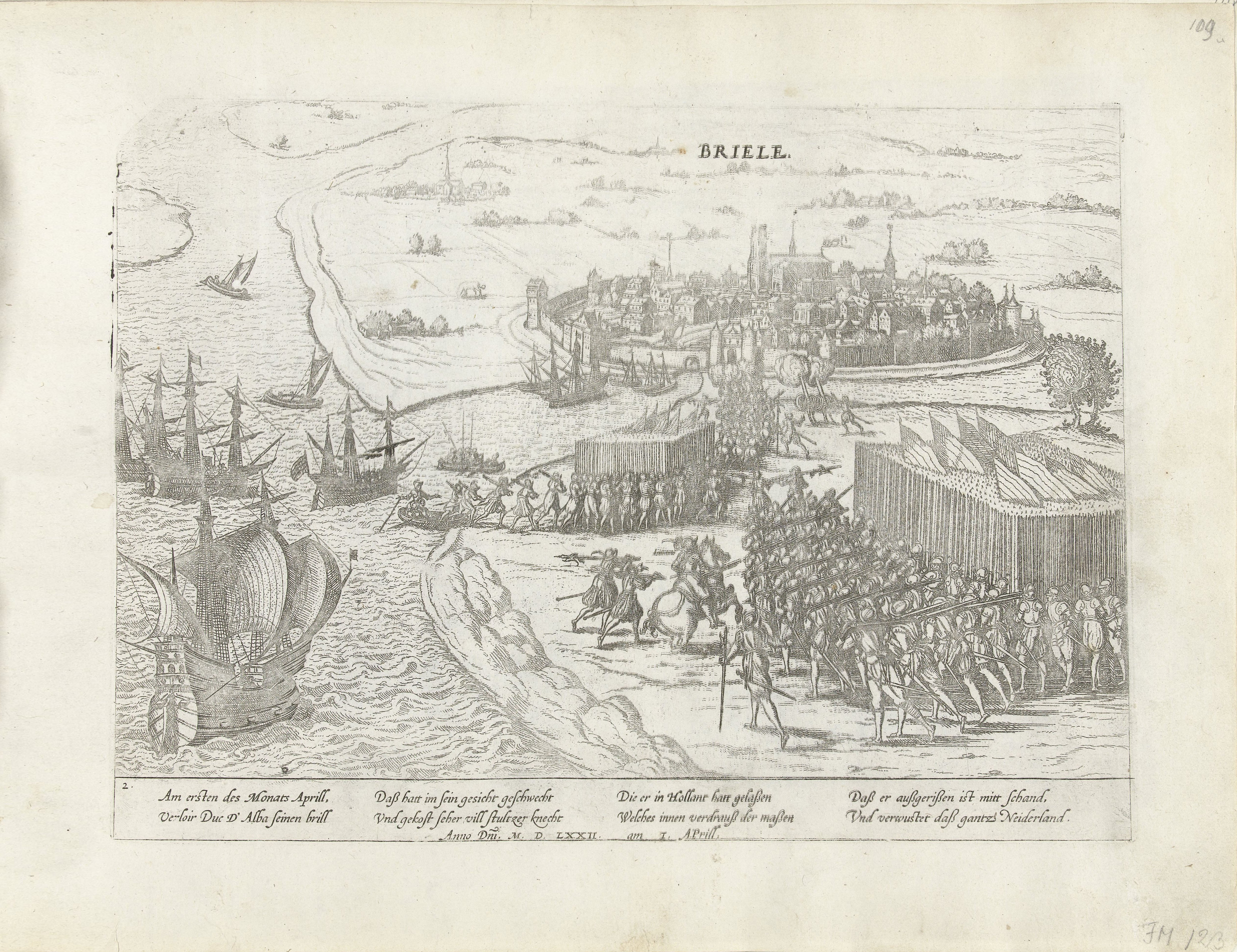
Облога Брілле, 1572 рік

У більшості випадків морськими гезами ставали власники кораблів та члени їх команд. Вони гуртувалися у з'єднання та нападали на іспанські кораблі, скоювали вилазки на прибережні поселення, руйнували дамби, займалися піратством. На початку їхньої боротьби Англія, Німеччина та Франція надавали свої порти для базування кораблів гезів. Вільгельм I Оранський, в свою чергу, почав видавати каперські свідоцтва, а морські гези зобов'язувалися передавати йому третину своєї здобичі. Завдяки накопиченим грошам до 1569 року були підготовлені та укомплектовані вісімдесят чотири кораблі. Для того, щоб вони не перетворилися на неконтрольовану силу, Вільгельм I Оранський розробив для морських гезів устав, назначив Віллема II де ла Марка адміралом, а свого брата Людвіга Нассау-Ділленбургського відповідальним за постачання. 1572 року Іспанська імперія за допомогою дипломатичних переговорів досягла компромісу з Англією і остання взяла на себе зобов'язання закрити свої порти для базування кораблів гезів. Після цього 1 квітня 1572 року з'єднання із 22 кораблів покинули порт Дувр та згодом розпочали облогу міста Брілле. 1573 року морські гези зняли іспанську блокаду міста Лейден, а наступного року повністю перейшли в підпорядкування Вільгельму I Оранському та почали використовувати помаранчево-біло-синій прапор. Також, саме вони вперше в історії судоплавства підійняли на своїх кораблях спеціальний прапор — гюйс. В тому ж 1573 році морські гези прийшли на допомогу іншому місті в іспанській облозі — Алкмару. Невдала сухопутна облога змусила іспанське командування відправити флот під командуванням графа Боссу. Близько 30 кораблів вийшли із підконтрольного іспанцям Амстердама і незабаром були атаковані силами морських гезів. Через відчутну різницю в технічних характеристиках та якості озброєння гези не могли вступити всіма силами в прямий бій і тому обрали тактику виснаження супротивника. Невдовзі кораблі обох сторін все ж таки зустрілися у вирішальній битві, що відбулася в затоці Зейдерзе. Як наслідком її стало часткове знищення іспанського флоту, рештки якого були деморалізовані та розсіяні, а їхній головнокомандуючий граф Максимільян Боссю — взятий в полон. 1574 року флот морських гезів вирушили до Лейдену, який на той час вже майже рік перебував у облозі. Корабли під командуванням адмірала Буссю (який перейшов на сторону повстанців та прийняв присягу на вірність Вільгельму I Оранському) 1 вересня 1574 року прибули до Роттердаму, де їх очікував принц Оранський. Останній чекав дозволу від Генеральних штатів на радикальні міри, а саме — відкриття шлюзів та руйнування дамб, з метою затоплення іспанських військ. Після отримання дозволу кораблі гезів були відправлені до греблі Ланд-Шидінг, що знаходилася в п'яти милях від Лейдена. Завдяки особливій будові (близько двох сотень кораблів з неглибокою осадкою, під управлінням овід десяти до вісімнадцяти гребців та з десятьма гарматами на озброєнні) морські гези мали можливість входити до вузьких та неглибоких каналів, скоювати рейди вглиб країни. На своєму шляху вони вступали в бій з силами іспанців. Спільно з сухопутними силами морським гезам вдалося зняти облогу Лейдена 3 жовтня 1574 року.

## Лісові гези

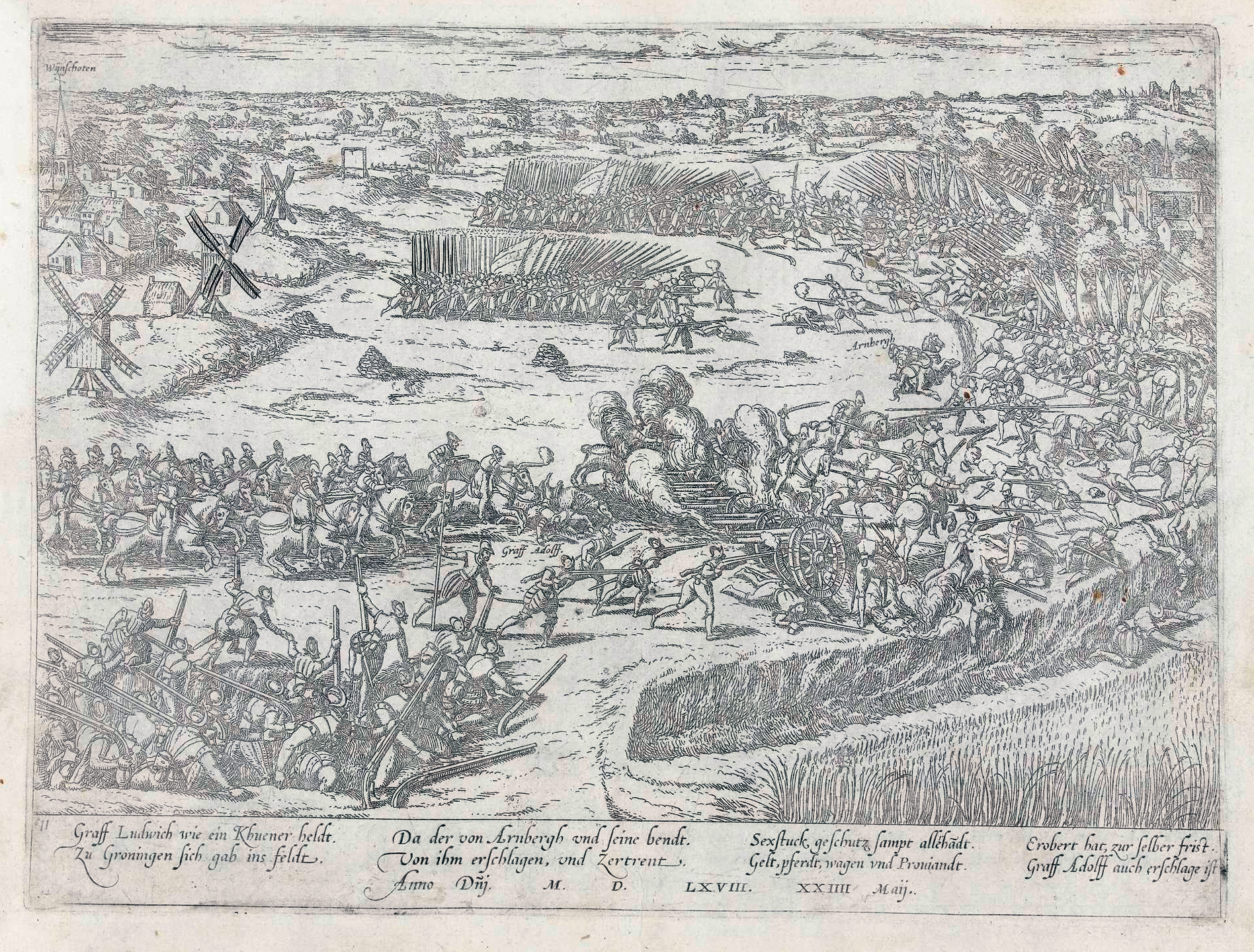
, 1568 рік. «Лісові» гези під командуванням здобули перемогу над військами іспанців

Історія виникнення організованого руху опору, що вів партизанську боротьбу проти іспанських військ та місцевих чиновників, бере початок приблизно з 1521 року. В цей час активізувалася католицька церква та розпочала широкомасштабну боротьбу з єретиками. На підтримку їй виступили місцеві чиновники, що спричинило міграцію чисельних людських мас зі своїх звичних місць до німецьких земель, або в ліси. Надалі їхня кількість тільки зростала, що стало наслідком переслідування з боку іспанців та місцевої влади. Серед причин, що змушували людей ставати вигнанцями були: прагнення селян до прирівнювання в правах з містянами, збанкрутіння унаслідок підвищення податків, занепад виробництва (наприклад, ткацтво в Антверпені), релігійний фанатизм та нетерпимість. Оскільки повстанські рухи на території Нідерландів невщухали досить довго, саме ці народні маси стали основною силою в боротьбі проти іспанських військ та отримали назву — «лісові гези». Вперше неорганізовані до цього часу маси об'єдналися під спільною ціллю 10 серпня 1566 року, коли вони перейшли до масової боротьби, що отримала назву — "повстання іконоборців". Досить швидко по всій країні населення почало гуртуватися та нападати на іспанські війська, грабувати католицькі церкви, визволяти з тюрем католицьких в'язнів, усувати від влади іспанських намісників. З часом гези почали створювати фонди допомоги біднякам та інвалідам, до яких передавалися награбовані кошти та цінності. Після того, як герцог Альба вступив зі своїм військом до Нідерландів, гези були змушені вдатися до нової тактики. Вона полягала в тому, що повстанці розділилися на незначні групи та переховувалися в лісах, оскільки під командуванням герцога Альби перебували 54 тисячі 500 чоловік піхоти та 4 тисячі 780 чоловік кавалерії і у відкритому бою сили гезів були б повністю знищені. З цього часу головним завданням «лісових» гезів стала партизанська боротьба проти іспанських військ, чиновників та католицького духівництва. Основним районом їхньої діяльності стали ліса Фландрії, передгір'я південних районів, а також міста Дранутер, Бешеп, Ньєпп, Нью Керке. З перемінним успіхом гези боролися до 1576 року, коли було підписане — «Гентське умиротворення».

## Відзнаки гезів
Рада дворян та кальвіністів Антверпена в пошуках ймовірних союзників проти Іспанської імперії налагодили дипломатичні відносини з Османською імперією. Серед гезів стала поширюватися інформація про те, що турки відправлять військову підтримку повстанцям. Після цього «лісові» гези стали виготовляти і носити на формі медалі або значки у вигляді півмісяця з надписом: «Краще турки, аніж папісти», а «морські» гези кріпили їх на капелюхи.

## Згадки
Про гезів постійно згадує Тіль Уленшпігель, головний герой роману «Легенда про Уленшпігеля» Шарля де Костера. Він постійно згадує їх та прославляє, говорячи: «Нехай живуть гези!».

## Медаль «гезів»

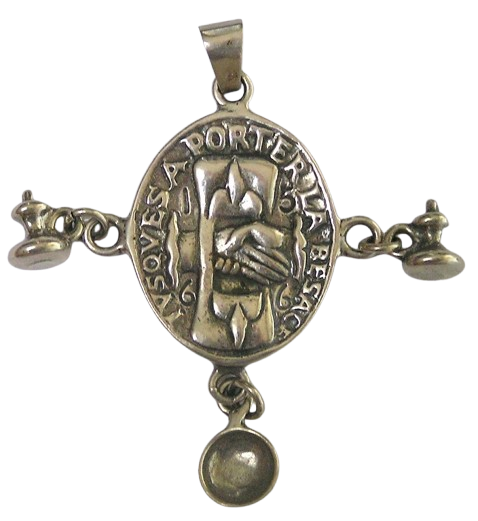
Медаль «гезів»

Під час Другої світової війни термін «гези» також використовували щодо перших учасників нідерландського опору, які виступили проти німецької окупації одразу після її початку.
У сучасності на честь гезів засновано нагороду медаль «гезів» (Geuzenpenning), яку щорічно вручають борцям за свободу та правозахисникам у всьому світі. Ініціатива належить Нідерландському фонду Geuzenpenning, створеному у 1987 році.
У 2025 році на церемонії вручення нагороди Geuzenpenning її лауреатом стала Коаліція правозахисних організацій «Україна. П’ята ранку», яка займається документуванням воєнних злочинів, скоєних під час російського вторгнення в Україну.